# Övre Lill-Stensjön
Övre Lill-Stensjön är en sjö i Krokoms kommun i Jämtland och ingår i Indalsälvens huvudavrinningsområde. Sjön har en area på 0,9 kvadratkilometer och ligger 655,4 meter över havet. Sjön avvattnas av vattendraget Stensjöån.

## Delavrinningsområde
Övre Lill-Stensjön ingår i det delavrinningsområde (709999-139802) som SMHI kallar för Utloppet av Övre Lill-Stensjön. Medelhöjden är 726 meter över havet och ytan är 7,43 kvadratkilometer. Räknas de 34 avrinningsområdena uppströms in blir den ackumulerade arean 160,95 kvadratkilometer. Stensjöån som avvattnar avrinningsområdet har biflödesordning 4, vilket innebär att vattnet flödar genom totalt 4 vattendrag innan det når havet efter 318 kilometer. Avrinningsområdet består mestadels av skog (48 procent) och kalfjäll (40 procent). Avrinningsområdet har 0,89 kvadratkilometer vattenytor vilket ger det en sjöprocent på 12 procent.